# Parador
Paradores de Turismo de España ist eine spanische Hotelkette. Die Firma und das einzelne Hotel wird kurz als Parador [paɾaˈðor] bezeichnet. Das Unternehmen ist eine im Staatseigentum befindliche Aktiengesellschaft. Das einzelne Haus ist in der Regel ein komfortables und stilvolles 3- bis 5-Sterne-Hotel mit oft historischer Bausubstanz. Die meisten Paradores befinden sich in historisch bedeutsamen Orten wie etwa Ávila, Cáceres, Córdoba, Cuenca, Granada, León, Mérida, Ronda, Salamanca, Segovia, Santiago de Compostela oder Toledo oder in herausragender Landschaftslage und bieten oft einen bemerkenswert schönen Ausblick. Paradores de Turismo beschäftigt rund 4.300 Mitarbeiter.

## Geschichte

### Ursprung
Der Ursprung des Konzeptes der Paradores kann bis in das Jahr 1910 zurückverfolgt werden, als die Regierung den Marqués de la Vega Inclán beauftragte, das Projekt einer Hotelorganisation zu realisieren. Die damalige Idee war, Wanderern eine Unterkunft bei Gastfamilien zu bieten und das Bild Spaniens im Ausland zu verbessern. Als Folge dieses Projekts plante de la Vega im Jahr 1926 den Bau des ersten Parador-Hotels in der Sierra de Gredos, auf das weitere folgten. Kurz nach der Einweihung dieses ersten Standorts wurde das Paradores-Komitee und Gasthäuser des Königreiches gegründet.

### Wachstum und Krise
Die Etablierung des ersten Hotels sowie die iberoamerikanische Ausstellung unterstützten das Projekt und ermutigten zur Eröffnung weiterer Paradores in bedeutenden Bauwerken. So wurden beispielsweise Hotels in Oropesa (1930), Úbeda (1930), Ciudad Rodrigo (1931) und Mérida (1933) eröffnet.
In den 1960er Jahren vollzog die Organisation ihren größten Wachstumsprozess, zeitgleich mit den wichtigen Entwicklungen im Tourismus, die Spanien in dieser Zeit erlebte. In diesen Jahren stieg die Zahl der Paradores von 40 auf (2012) 93. Der Übergang in Spanien brachte einen Besitzerwechsel der General Paradores mit sich. Paradores wurde zu einer staatlichen Organisation.
In den 1980er Jahren wurden unter Entusa einige private Hotels der Paradores-Kette zugeführt, zum Teil symbolträchtige Einrichtungen wie das Hospital de los Reyes Católicos in Santiago de Compostela, der Parador von San Marcos (León) und der Parador La Muralla (Ceuta). Der erste Parador hatte 30 Zimmer, zum heutigen Zeitpunkt gibt es mehr als 10.000 Betten.
Die Paradores haben drei Ziele: Die Erhaltung des nationalen historischen und künstlerischen Erbes, inklusive der wichtigen Naturgebiete; ein anderes Image des spanischen Tourismus im Ausland zu schaffen; eine Bewegung in Gebiete mit weniger Tourismus und geringerer Wirtschaftskraft zu bringen.
Auf der Internationalen Tourismus-Börse Berlin im März 2012 wurde bekannt gegeben, dass die Paradores Hoteles teilprivatisiert werden sollen. Nach Angaben des spanischen Tourismusministers hatten sie zu diesem Zeitpunkt 83 Millionen Euro Schulden. Im Rahmen eines Sanierungsplans sollten sieben Paradores geschlossen und weitere nur noch sieben Monate im Jahr geöffnet sein. Im Januar 2013 wurde bekanntgegeben, dass nur ein Hotel, das Puerto Lumbreras, dauerhaft geschlossen wird.

## Einzelne Häuser
- Parador de Baiona
- Parador de Vilalba
- Palacio de los Condes de Alba y Aliste, Zamora
- Castillo de Alarcón, Alarcón
- Santo Estevo de Ribas de Sil, Alleinlage, bei Ourense
- Convento de San Marcos, León
- Castillo de Carlos V, Fuenterrabía
- Castell de Cardona, Cardona

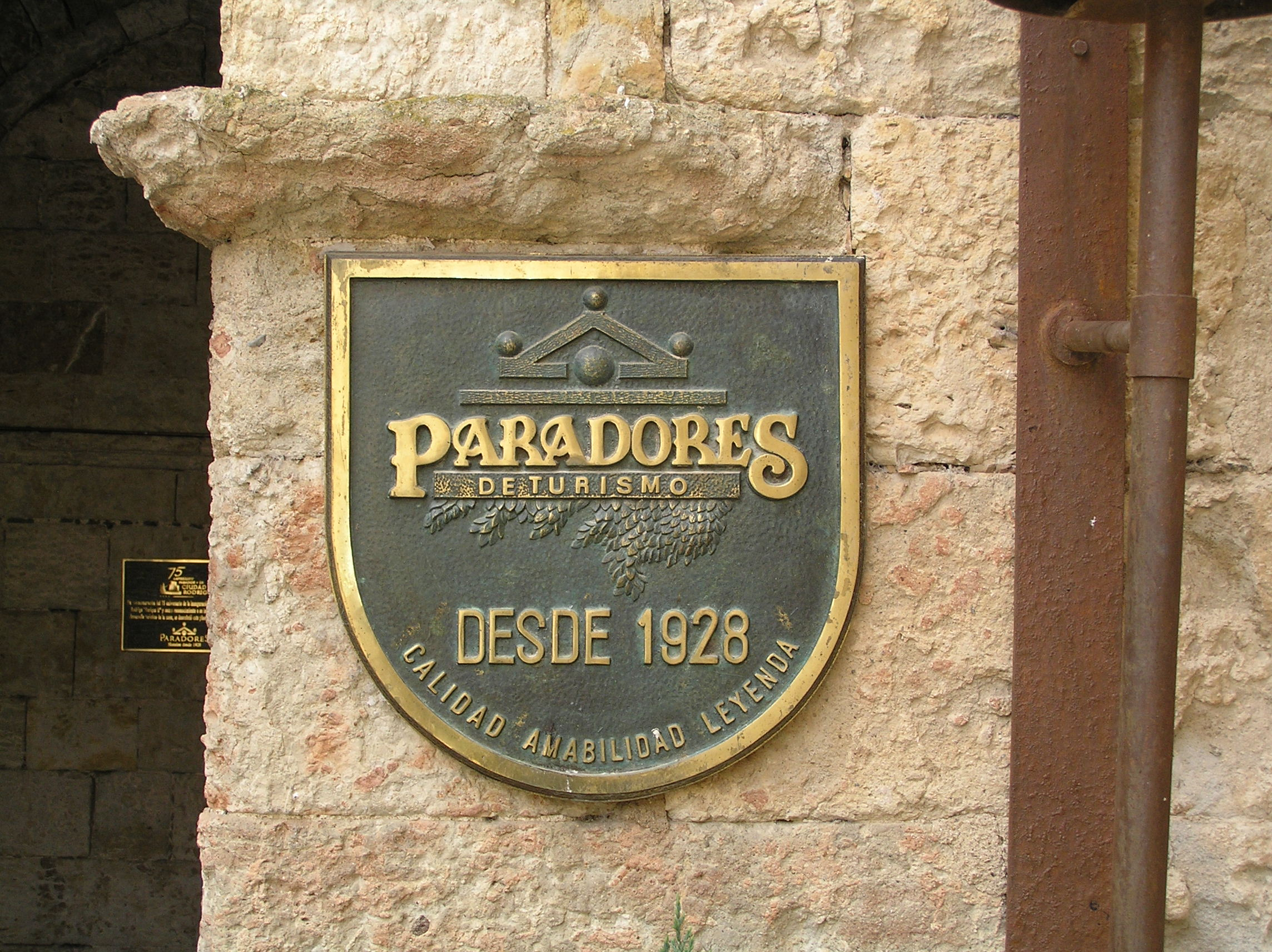
Emblem der Paradores
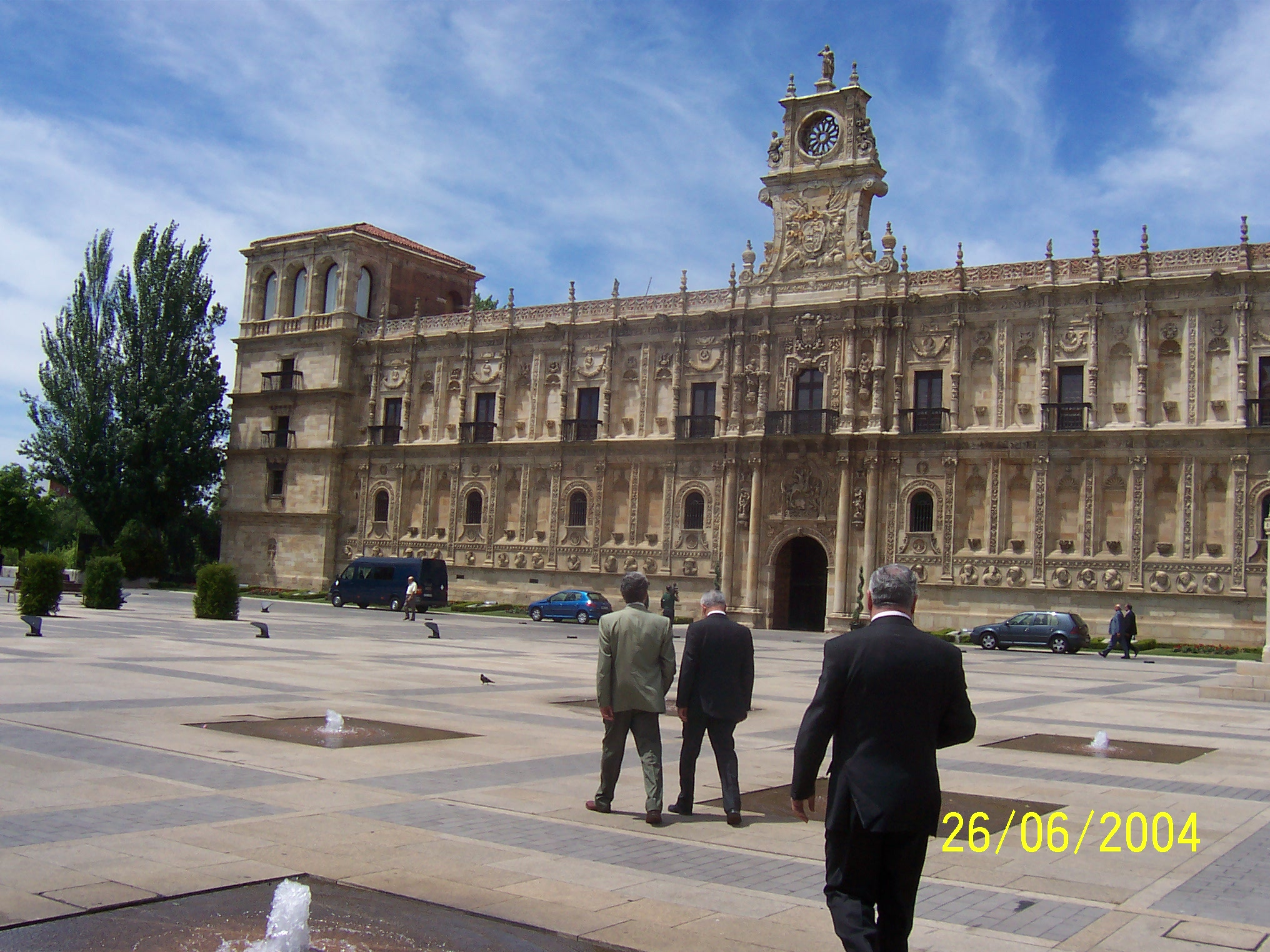
Historischer Parador von León
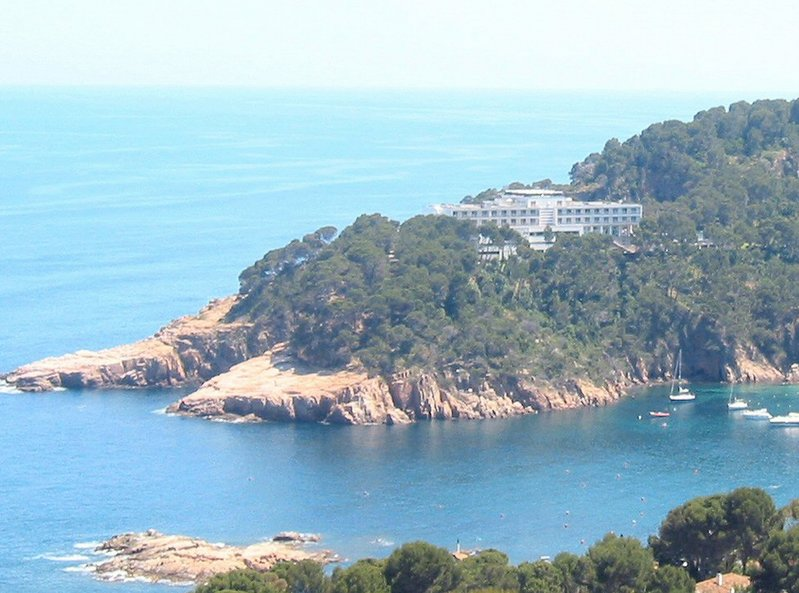
Parador von Aigua Blava über der gleichnamigen Bucht an der Costa Brava
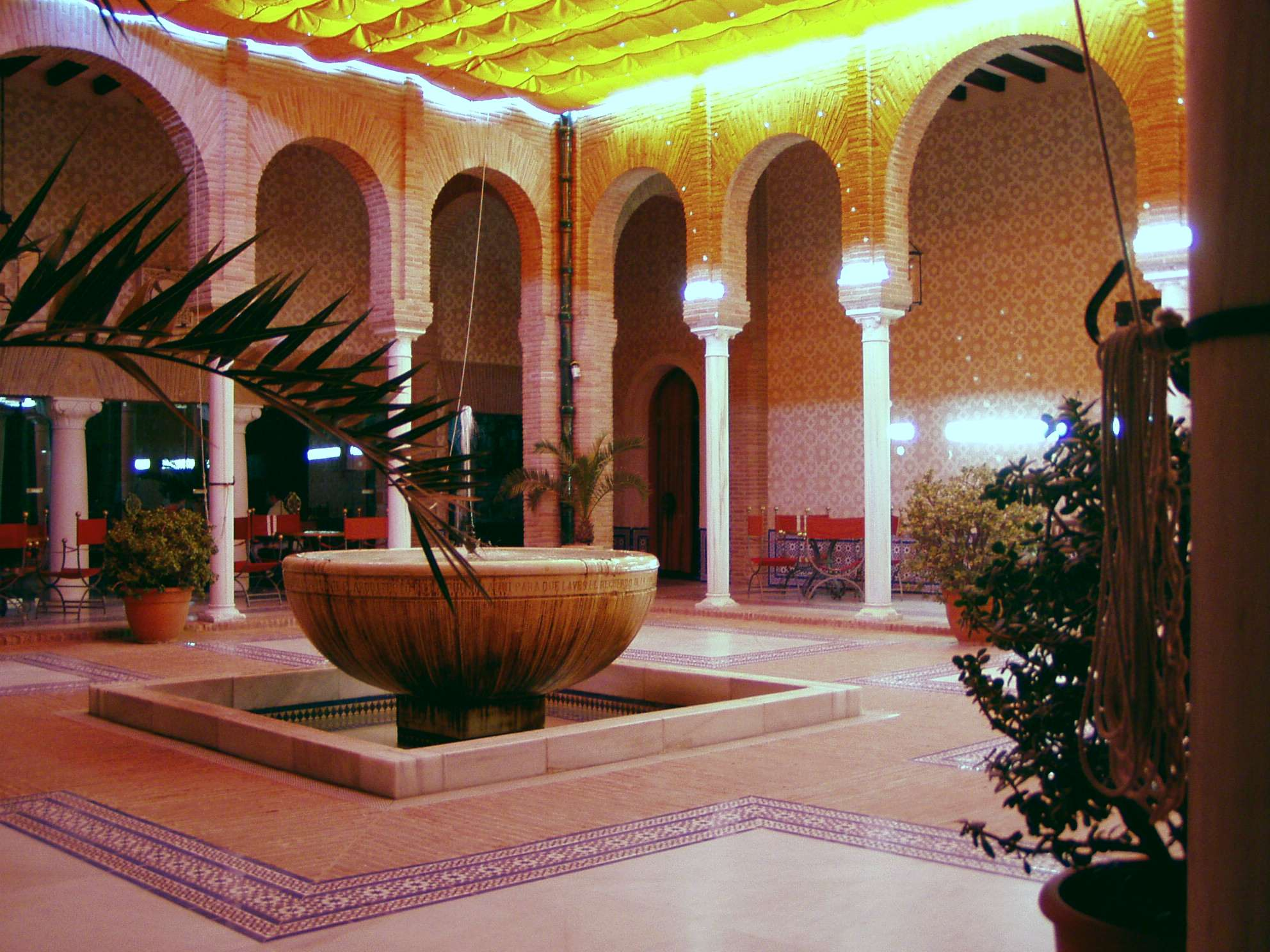
Patio im historischen Parador von Carmona
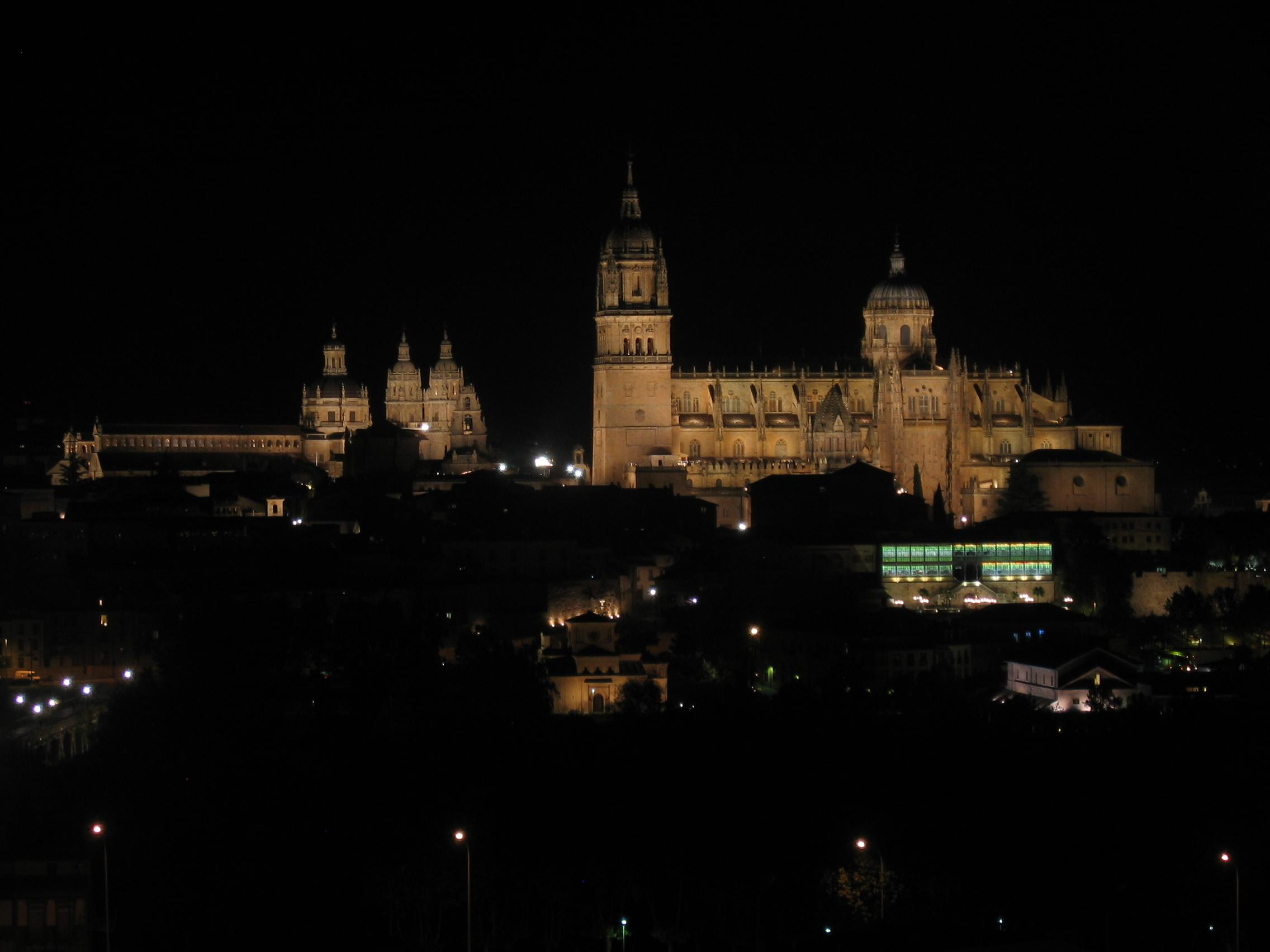
Parador Salamanca – nächtlicher Blick auf die Stadt
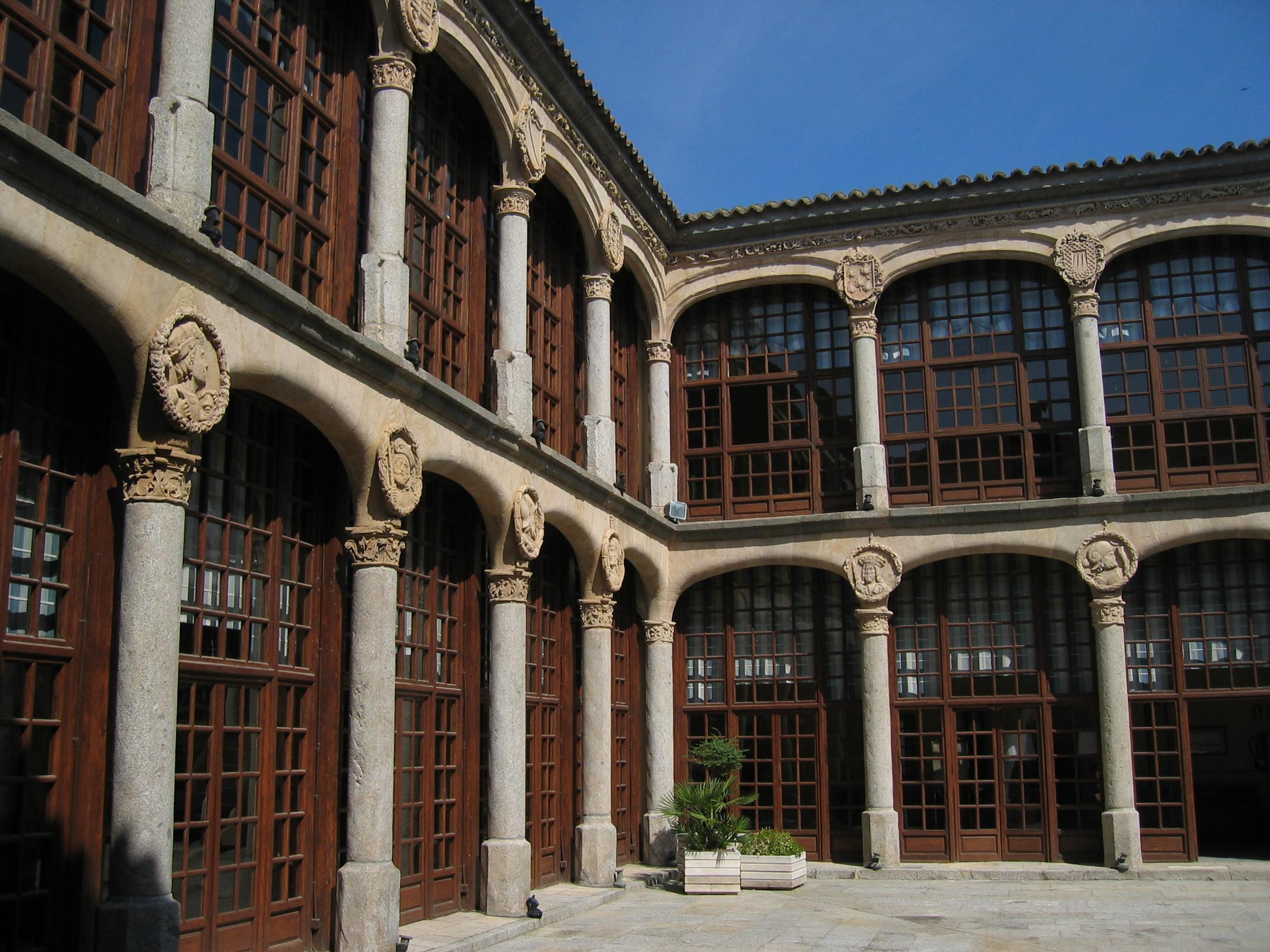
Innenhof im historischen Parador von Zamora
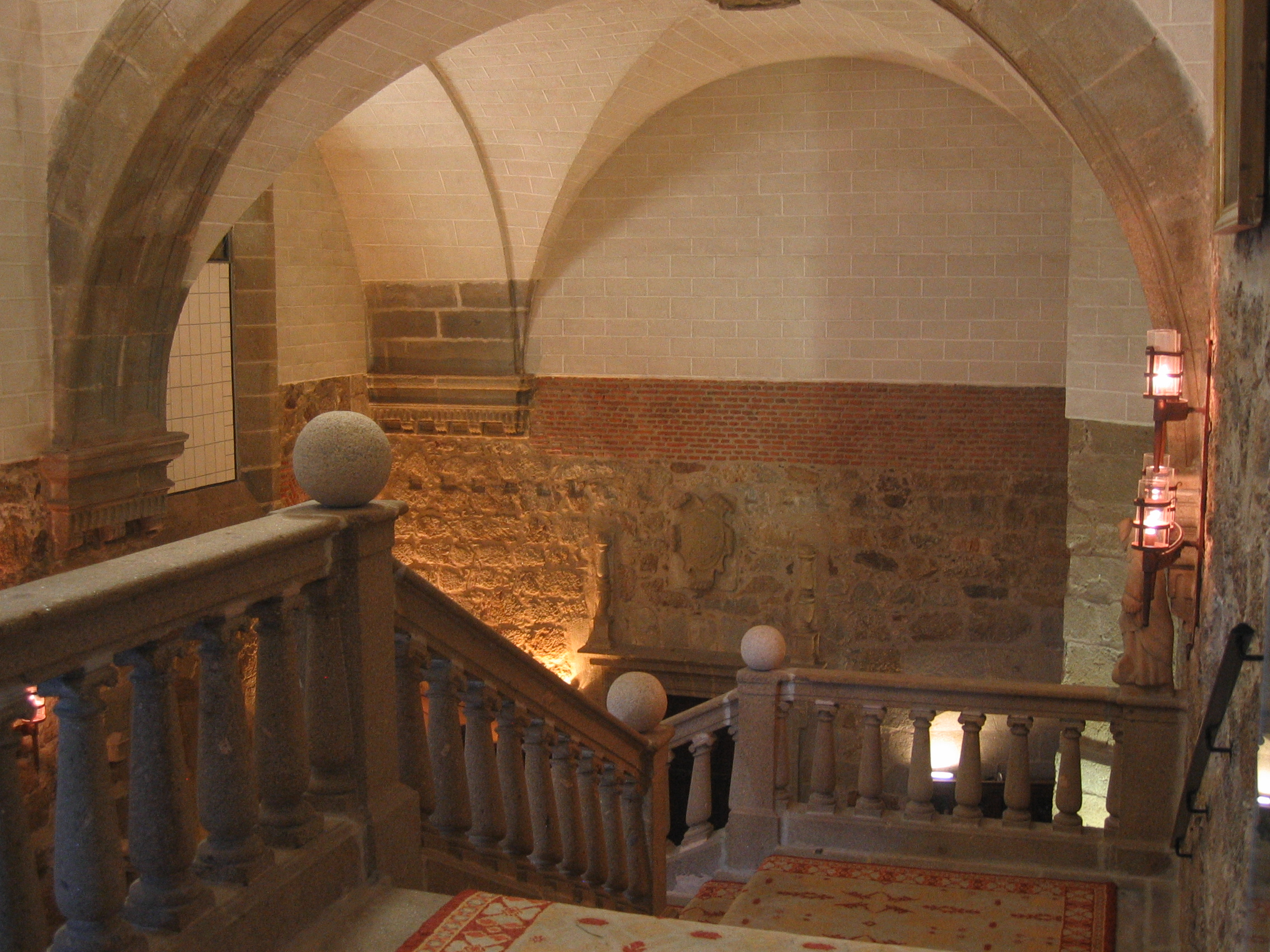
Treppenhaus im historischen Parador von Plasencia
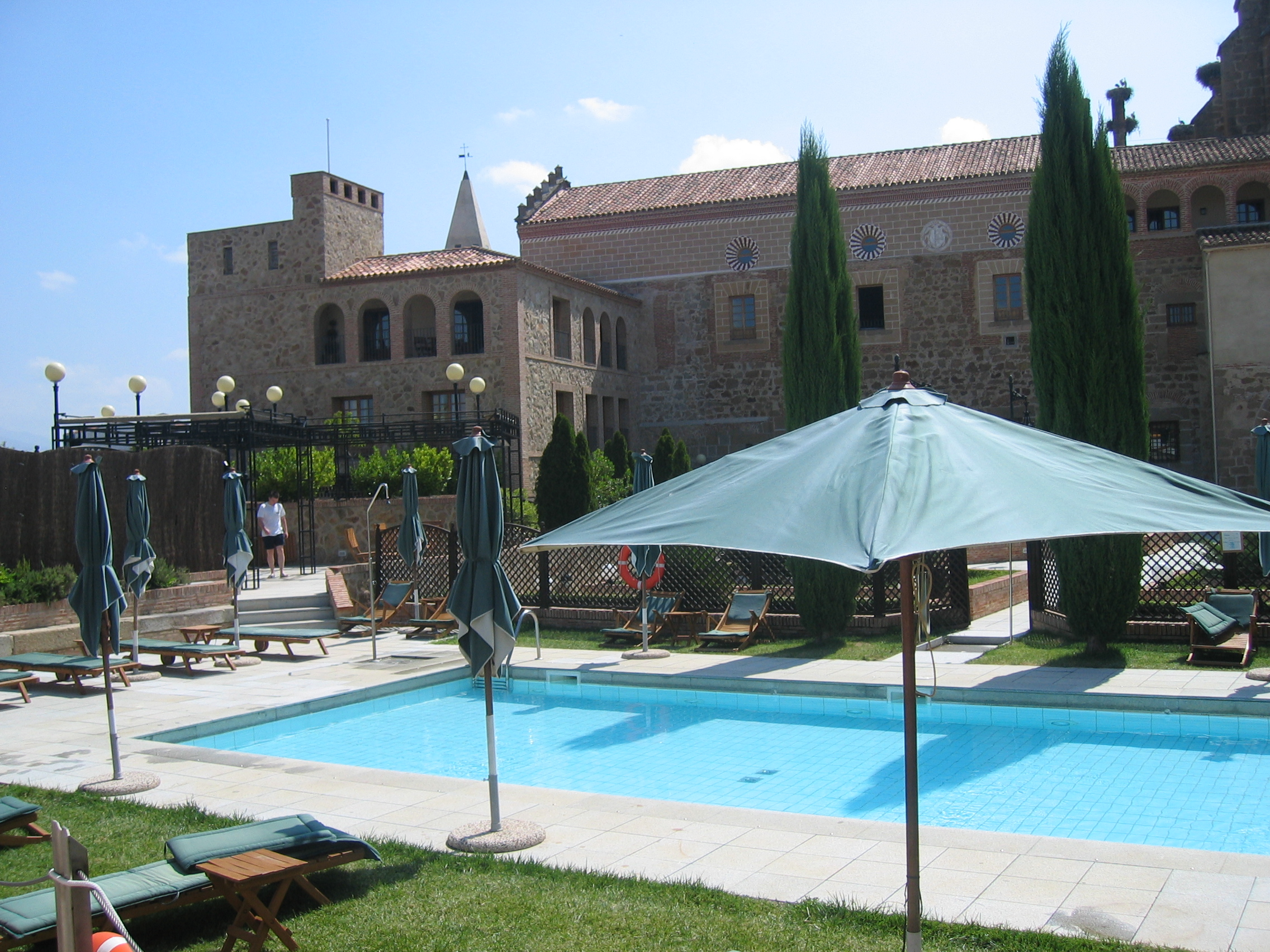
Pool des historischen Paradors von Plasencia
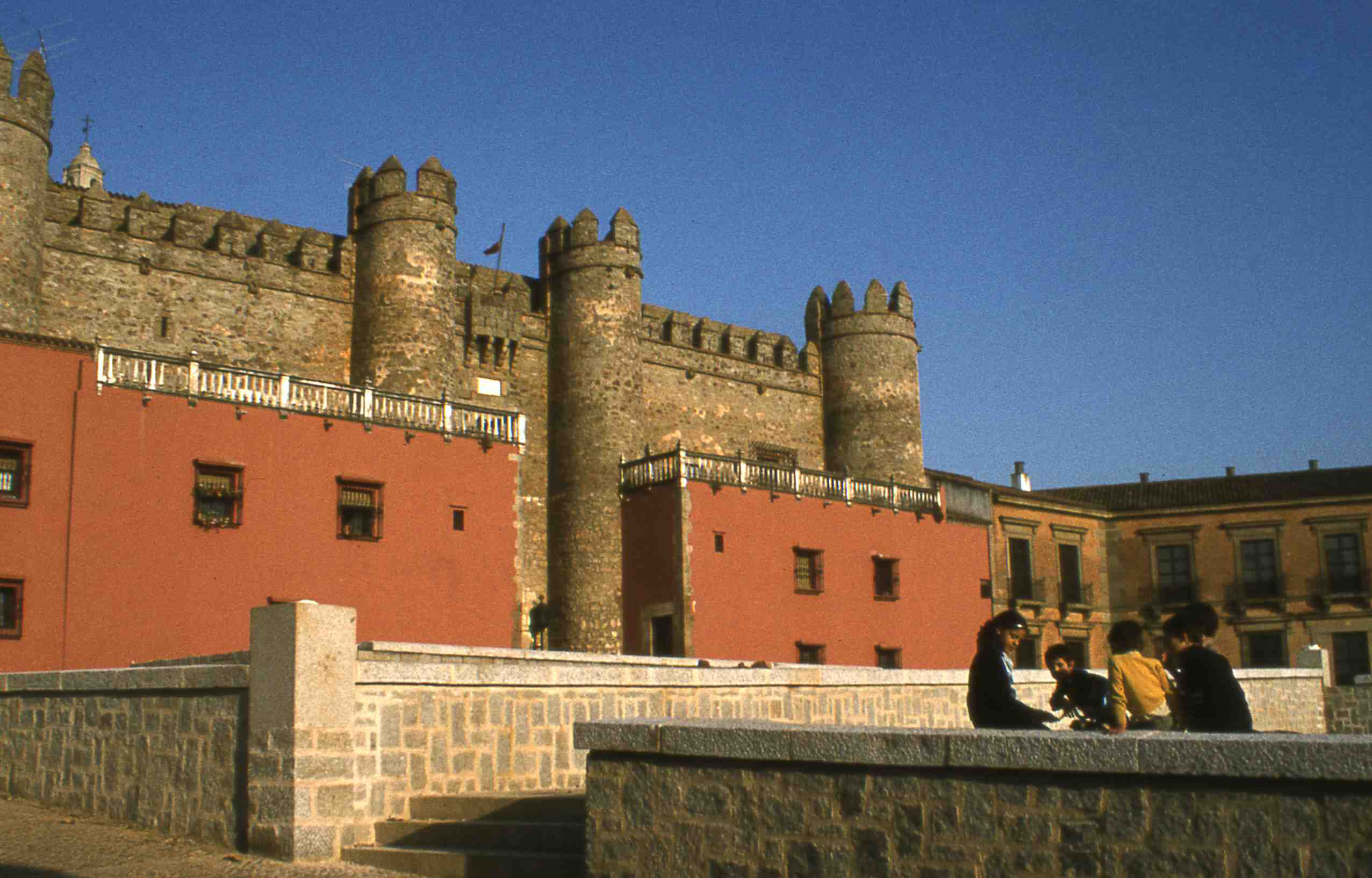
Fassade des historischen Paradors von Zafra
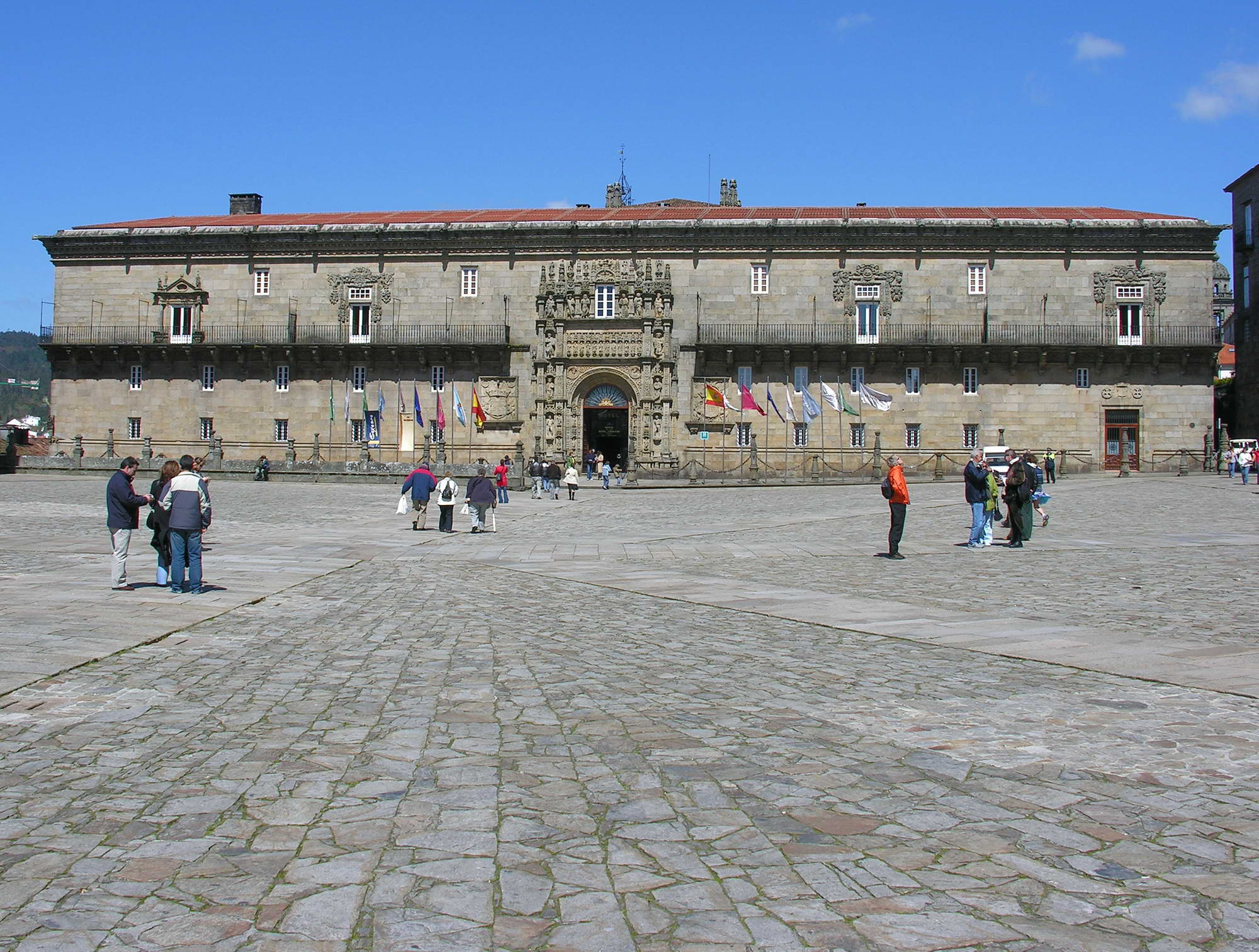
Historischer Parador von Santiago de Compostela
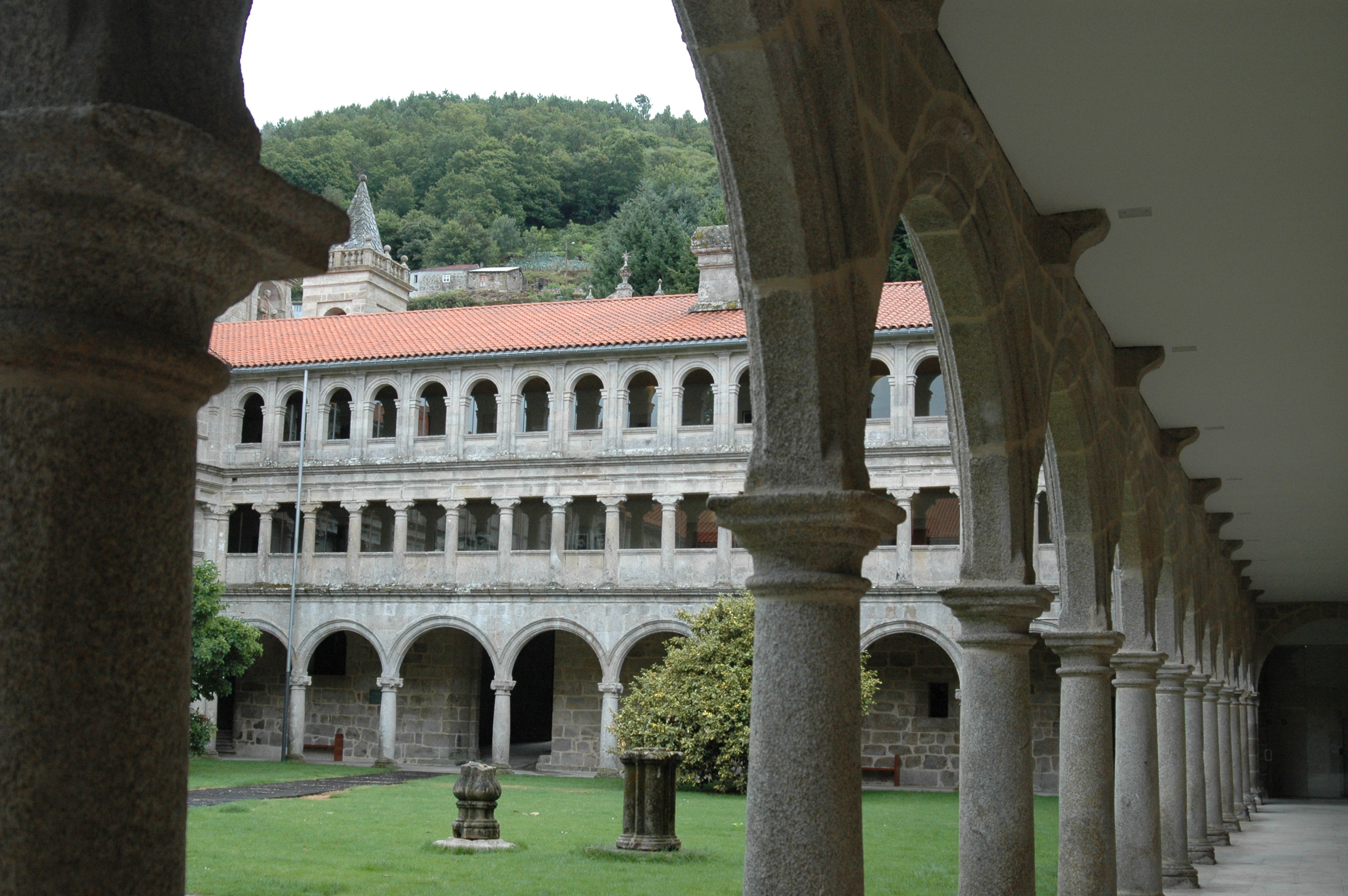
Innenhof des Paradors von Santo Estevo
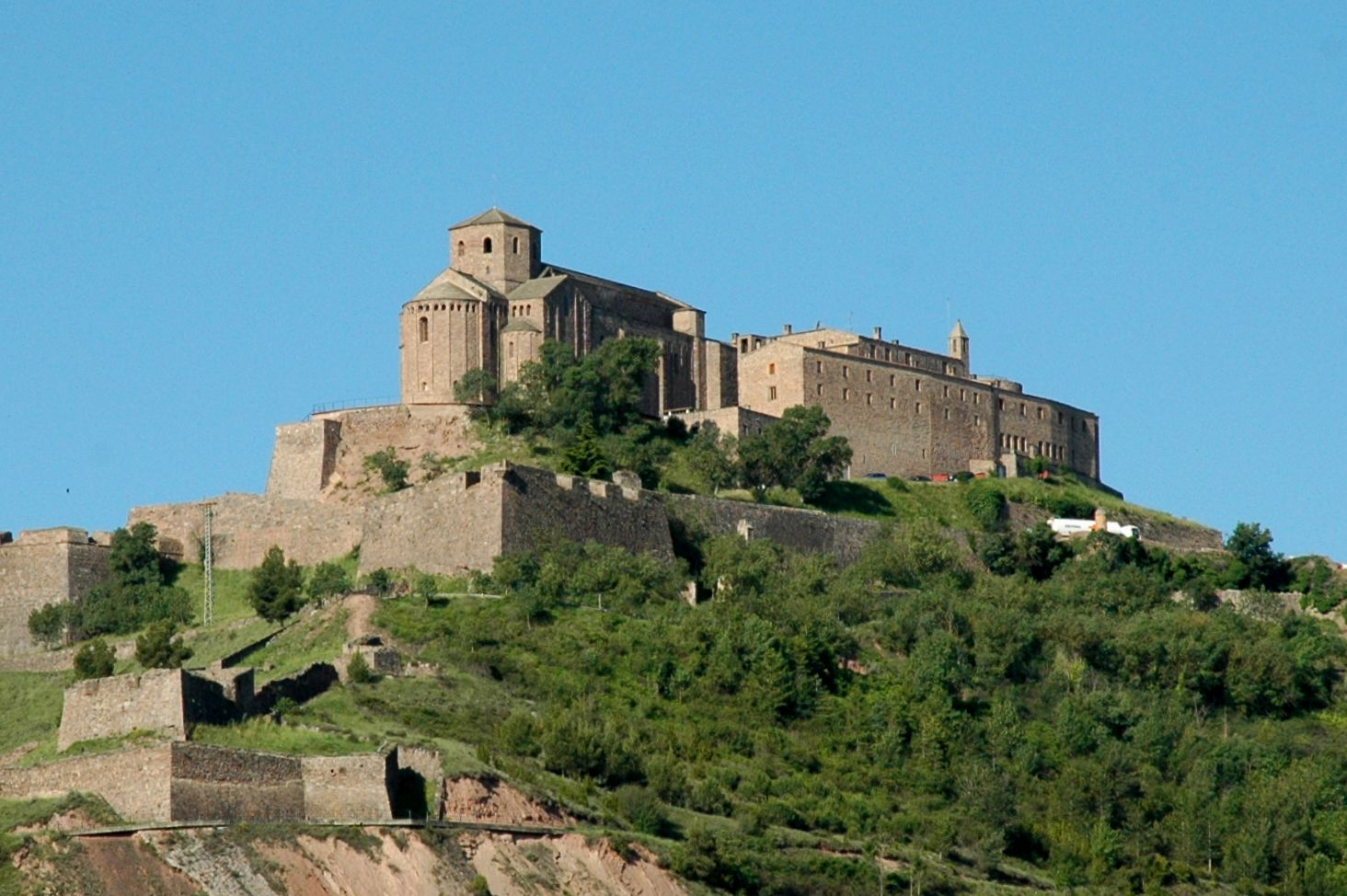
Parador in der ausgedehnten Burganlage von Cardona
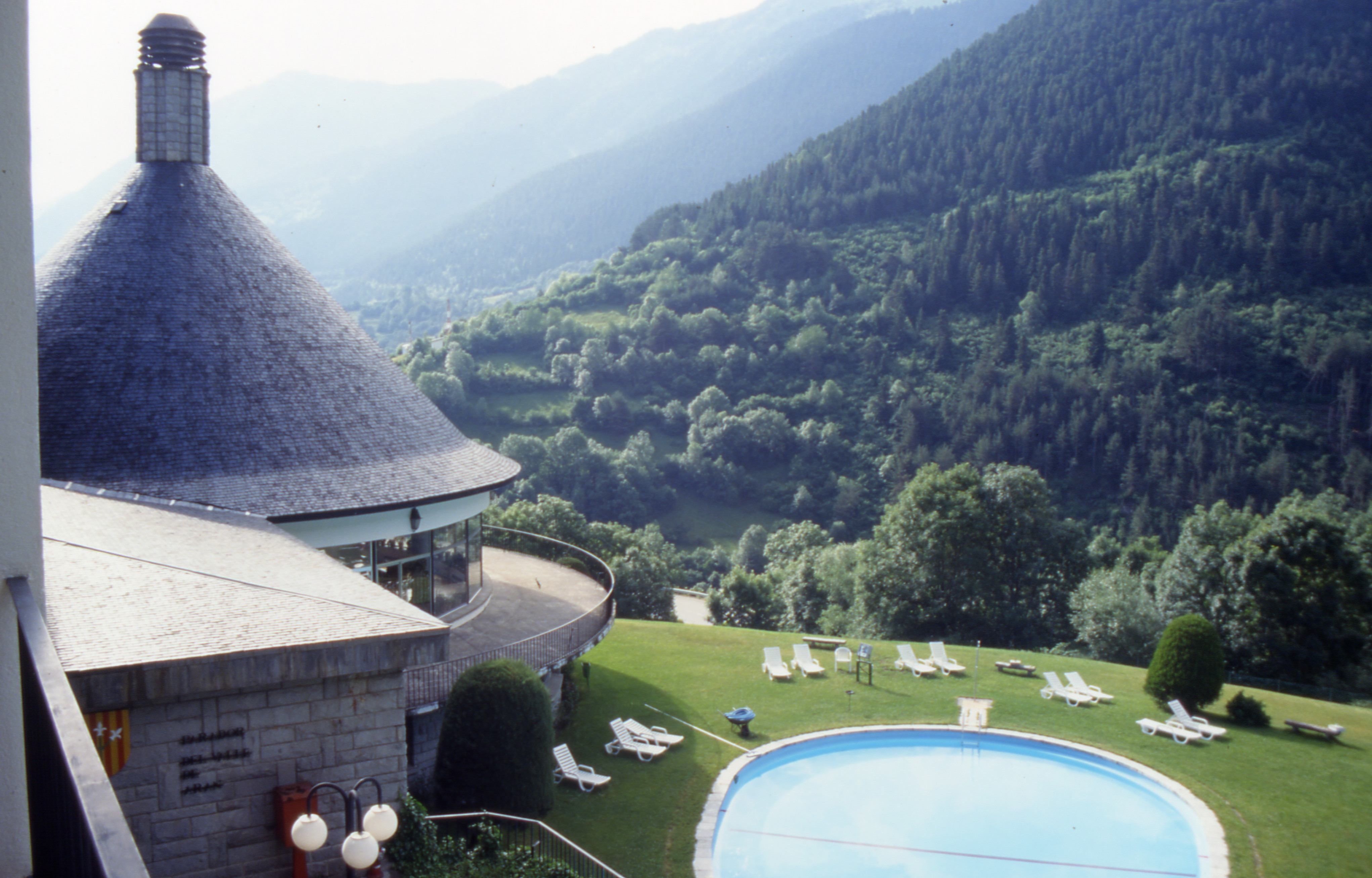
Parador Vielha bei Vielha e Mijaran
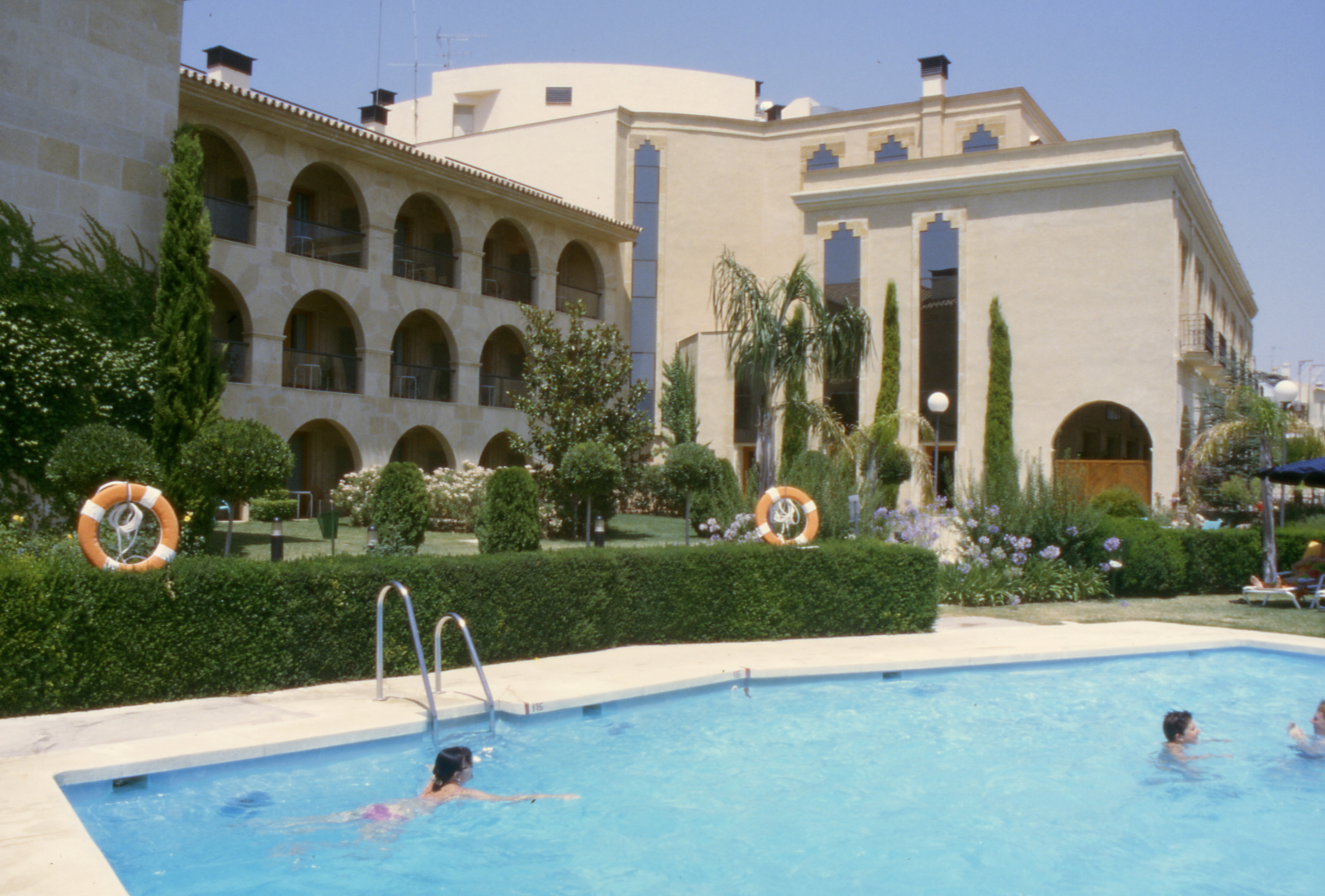
Parador in Ronda / Ansicht vom Pool (1999)
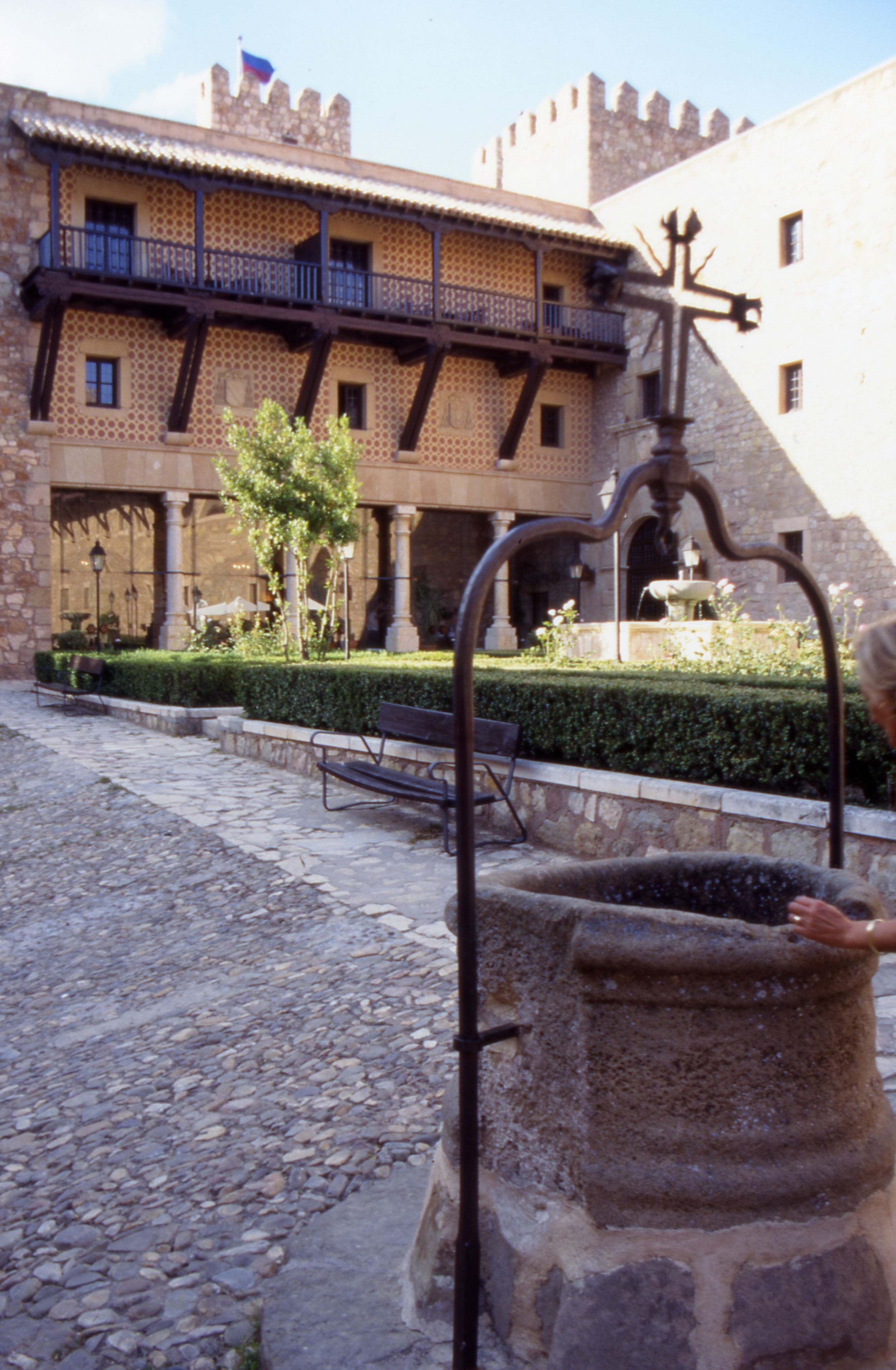
Parador in Sigüenza / Innenhof (1999)
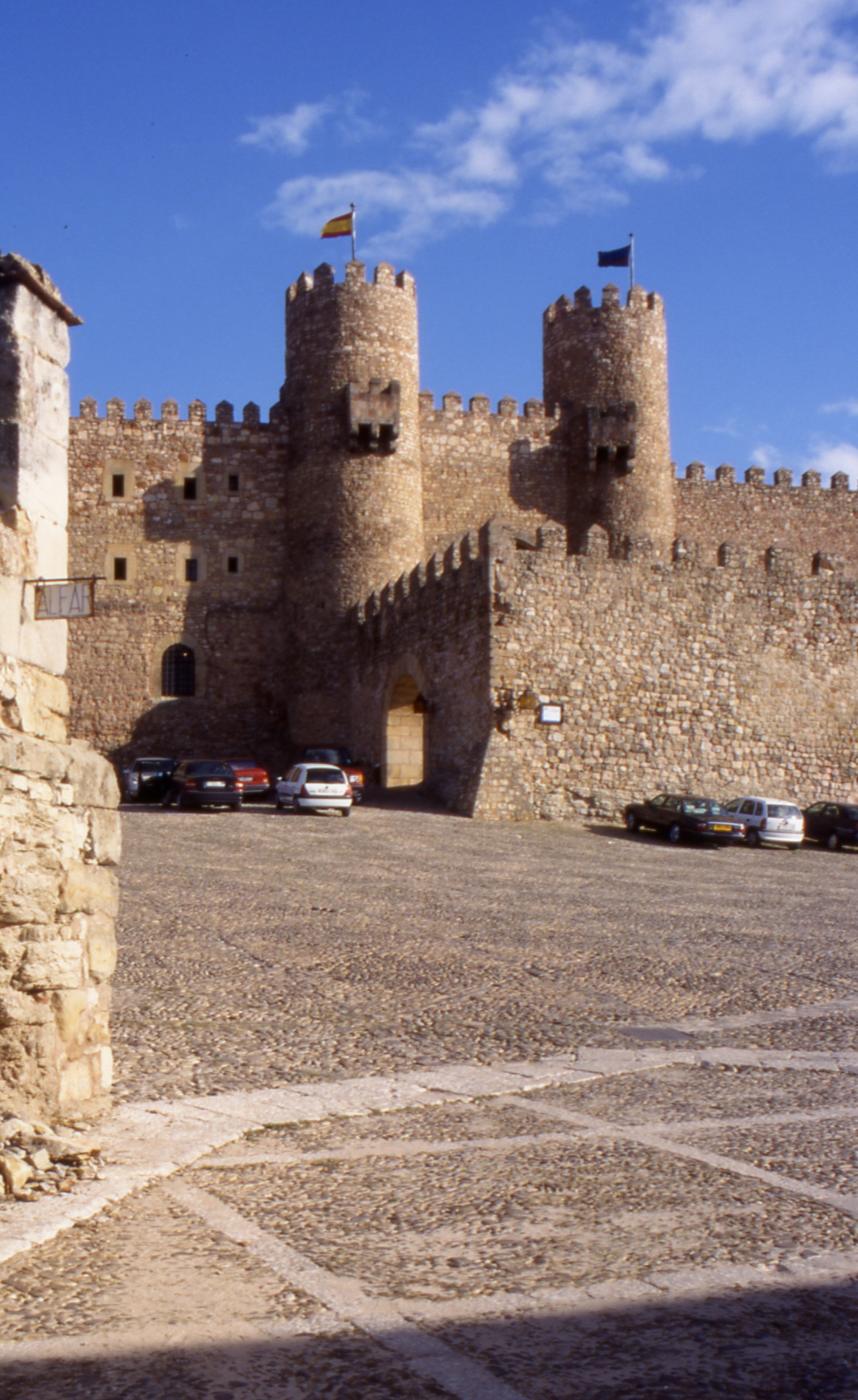
Parador in Sigüenza 1999
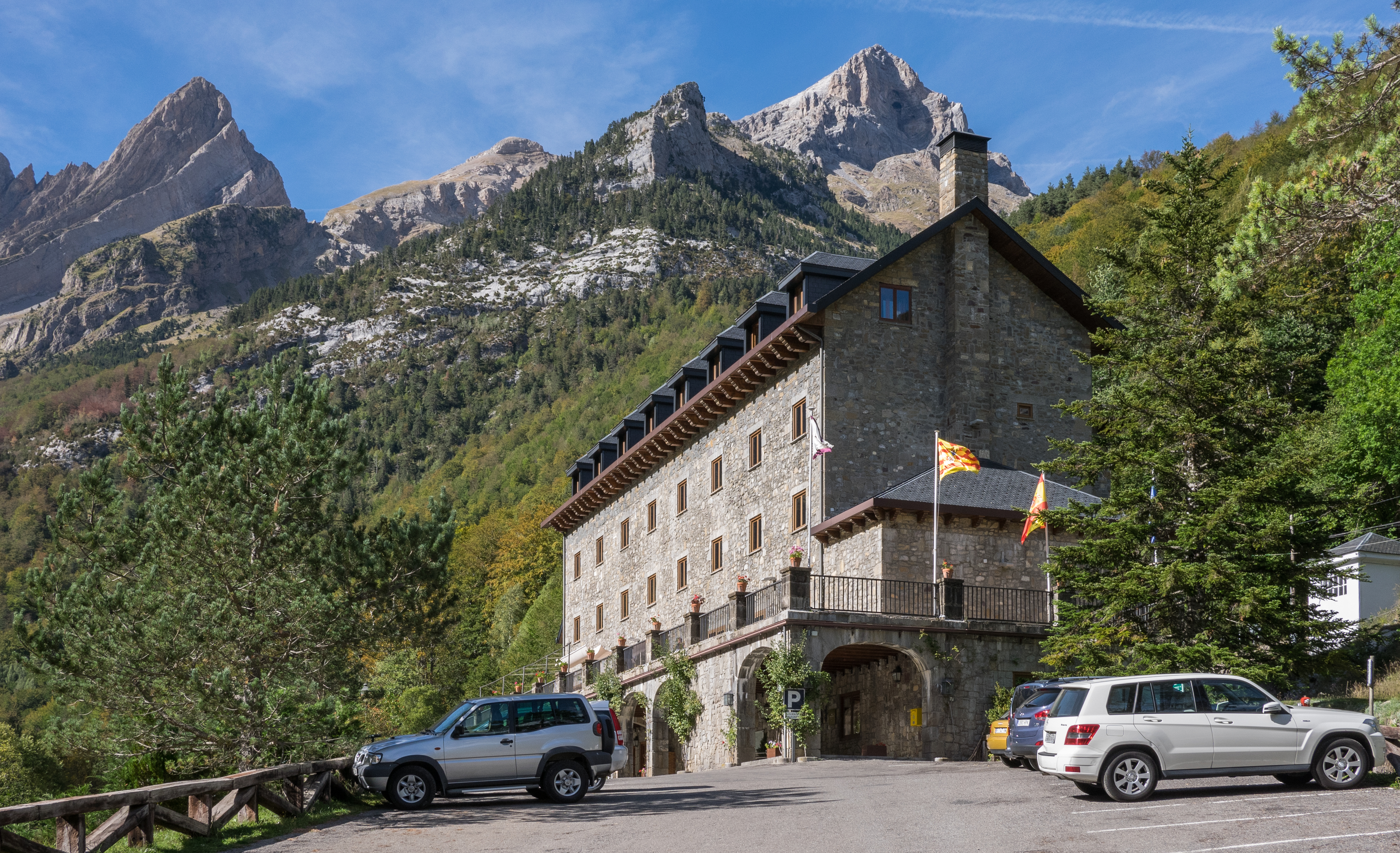
Parador im Pineta-Tal in den Pyrenäen

In Portugal gibt es die vergleichbare Einrichtung der Pousadas, die 1942 in Anlehnung an das spanische Modell eingeführt wurde.